# Tribuna degli Uffizi
Tribuna degli Uffizi ist ein Gemälde des englischen Malers Johann Zoffany, der es von 1772 bis 1777 als Auftragswerk erstellte. Es zeigt die Tribuna, einen achteckigen Raum in der bekannten Uffizien-Gemäldegalerie von Florenz.
Seit 1764 erhielt der Maler zahlreiche Aufträge von König Georg III. und seiner Gemahlin, Königin Sophie Charlotte von Mecklenburg-Strelitz. Die Königin zahlte ihm dreihundert Pfund, und im Sommer 1772 reiste Zoffany nach Florenz, wo er auf Felton Harvey traf, einen Kunstsammler und Freund des Königs. Zoffany arbeitete bis Ende 1777 am Bild und kehrte 1779 nach England zurück.
Das Bild zeigt den nordöstlichen Teil der Tribuna, vom Architekten Bernardo Buontalenti gestalteter Teil der Uffizien-Galerien. Einige der bedeutendsten Kunstwerke der Antike und der Renaissance wurden damals in den Uffizien ausgestellt, der Besuch der Sammlung war einer der Höhepunkte jeder Grand Tour.

## Inhalt des Bildes
Das Galeriebild versammelt zahlreiche Gemälde, Skulpturen, antike Gegenstände und Personen. Das Gemälde von Zoffany ist keine historische Abbildung; sie vereinigt jedoch zahlreiche Werke, die sich zu jener Zeit – zumeist heute noch – in Florenz befanden.
Gemälde
unter anderem:
- Hans Holbein der Jüngere: Porträt von Sir Richard Southwell
- Raffael: Madonna mit dem Stieglitz
- Rubens: Die Folgen des Krieges, Die vier Denker
- Pietro da Cortona: Abraham und Hagar
- Tizian: Venus von Urbino

Skulpturen und Gegenstände
Die römischen Statuen der Medici befinden sich noch heute entweder in der Tribuna, oder in den Hauptkorridoren der Uffizien. Die kleineren Gegenstände befinden sich heute im Museo Archeologico Nazionale und im Museo Bargello in Florenz.
- etruskische Gefäße
- römische Büsten
- Renaissance-Skulpturen

Personen
Zahlreiche Personen konnten identifiziert werden. Sie waren alle Besucher in Florenz während der Entstehung des Gemäldes.
unter anderem:
- Pietro Bastianelli, Kurator der Uffizien
- James Bruce
- Richard Edgcumbe
- Felton Hervey
- Horace Mann
- Thomas Patch
- Johann Zoffany